# Палеовулкан Мицуевский
Палеовулкан «Мицуевский» — ландшафтный памятник природы краевого значения на Дальнем Востоке РФ. Представляет собой полностью заросший лесом кратер вулкана Мицуевский с внешним валом правильной круглой формы диаметром около 8 км. Расположен в 6 км западнее бухты Ванина (9-10 км от береговой черты), материковая часть Татарского пролива.
Ответственная организация за охрану и функционирование ООПТ «Палеовулкан Мицуевский» — Министерство природных ресурсов Хабаровского края.

## География
Границы
северная: от высоты с отметкой 545,9 в северо-восточном направлении к высоте с отметкой 490,2, далее в том же направлении на высоту с отметкой 357,9. Затем граница идет в юго-восточном направлении, пересекая ключ Мицуевский в 1 км ниже впадения в него ключа Мицуевский 2-й, и выходит на хребет к безымянной высоте с горизонталью 320,0 м;
восточная: от безымянной высоты с горизонталью 320,0 м в юго-восточном направлении по водоразделу идет к высоте с отметкой 401,3 м (г. Ключ), далее в том же направлении к высоте с отметкой 361,8 м, затем в юго-западном направлении к высоте с отметкой 390,4 м;
южная: от высоты с отметкой 390,4 м по водоразделу в общем юго-западном направлении к высоте с отметкой 386,6 м, далее по водоразделу между ручьями Мицуевский и притоками ручья Уй Таганы в западном направлении к высоте с отметкой 328,0 м и затем в том же направлении к высоте 431,2 м и далее к высоте с отметкой 529,2 м;
западная: от высоты с отметкой 529,2 м по водоразделу между ключами Вьючный и Мицуевский 2-й в направлении на высоту с отметкой 545,9 м.

## Деятельность человека
На территории памятника природы «Палеовулкан Мицуевский» запрещается всякая хозяйственная и иная деятельность, влекущая нарушение целостности природного комплекса и составляющих его объектов, любые ландшафтные работы, строительство, вырубка леса, движение автотранспорта вне дорог, разжигание костров, а также туризм без разрешения официальных органов.
Кратер пересекает автодорога А-376. В юго-восточной части кратера, на сопке, расположены как заброшенные, так и действующие объекты ПВО, а в восточной части в начале 2000 годов был организован полигон по утилизации малокалиберных боеприпасов, в настоящее время не используется.